# Denkmal der Gattenzärtlichkeit und Volksliebe

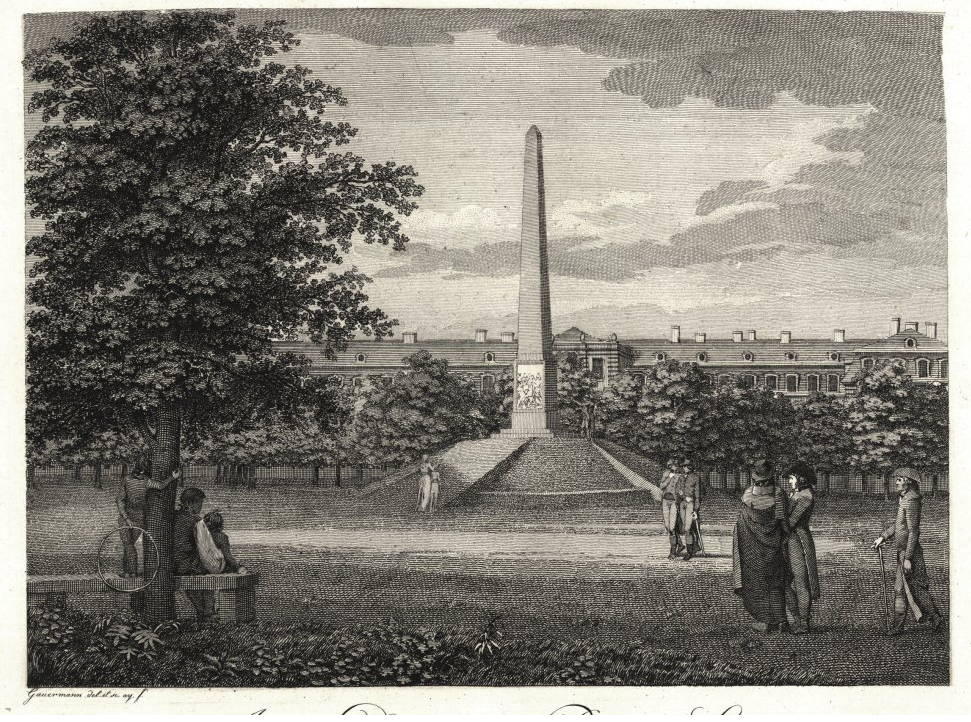
Ansicht des Denkmals auf der Promenade zu Stuttgard, Radierung von Jakob Gauermann

Das Denkmal der Gattenzärtlichkeit und Volksliebe war ein Obelisk, der zur Feier der Genesung des württembergischen Herzogs Friedrich Eugen von einer gefährlichen Erkrankung 1796 in Stuttgart errichtet wurde. Friedrich Eugen starb allerdings im Dezember des darauffolgenden Jahres.

## Geschichte
Nach der langen Regierungszeit Herzog Carl Eugens, die mit seinem Tod im Oktober 1793 endete, folgte ihm zunächst sein Bruder Ludwig Eugen, der jedoch schon im Mai 1795 ebenfalls starb. Danach übernahm als dritter Bruder der 62-jährige Friedrich Eugen die Regierungsgeschäfte. In der Nacht des 18. Juni 1795 bedrohte ein „Schlagfluss-ähnlicher Anfall“ das Leben dieses Landesherrn, was allgemeine Bestürzung auslöste. Als er sich am 24. Juni dem Volk wieder zeigte, wurde von der im Schlosshof versammelten Menge spontan ein Dankeslied gesungen. Bewegt von dieser Szene, soll die Herzogin Sophia Dorothea beschlossen haben, „eine so seltene Begebenheit, bey deren Anblick Gottes Engel wohlgefällig weilten, durch ein passendes Denkmal zu verewigen.“
Beauftragt wurde Philipp Jakob Scheffauer, der zu diesem Zeitpunkt durch die Auflösung der Hohen Karlsschule bereits sein Amt und Einkommen als Professor verloren hatte und zusammen mit seiner Ehefrau Caroline und mehreren Kindern unter Nahrungssorgen litt. Scheffauer erhielt als Vorgabe unter der Überschrift „Den 22. Juni 1795.“ vier Inschriften, die die Fürstin selbst aufgesetzt hatte. Sie lauteten:
- Gott erhörte Mutter und Kinder.
- Seine treuen Wirtemberger erflehten ihn.
- Dankbar seinem Volk.
- Findet er sein Glük im Wohlthun.

Scheffauer schuf daraufhin vier Basreliefs, jeweils 4 Schuh (also etwa 120 Zentimeter) hoch und 3 Schuh 5 Zoll breit, die diese vier Inschriften illustrieren sollten. Das erste zeigte die Herzogin im Kreis ihrer Familie, umgeben von drei Enkelkindern, dem Erbprinzen Friedrich gegenüber sitzend, dessen Miene angeblich bezeugte, „dass er es sich zur frohesten Pflicht mache, dem wiedergenesenen Vater die Regierungsgeschäfte zu erleichtern“. Entgegen dem tatsächlichen Geschehen bildete Scheffauer auch die Kaiserin von Russland in diesem Basrelief ab, die eigentlich nur aus der Ferne Schmerz und Freude mit der Familie teilen konnte. Die Herzogin war mit erhobener Hand und von dankbarer Hoffnung erfüllt dargestellt.
Auf dem zweiten Basrelief waren betende Landeskinder jeden Alters zu sehen, über denen sich der Himmel öffnete und durch hervorbrechendes Licht die Erhörung veranschaulicht werden sollte. Das dritte zeigte die Begrüßung des genesenen Fürsten durch das Volk. Auf dem vierten Basrelief war die Ausgabe von Speisen, symbolisiert durch Getreidegarben, und Geld an das Volk dargestellt. Scheffauer stellte die Figuren auf Wunsch des Fürstenhauses in antike Gewänder gekleidet dar.

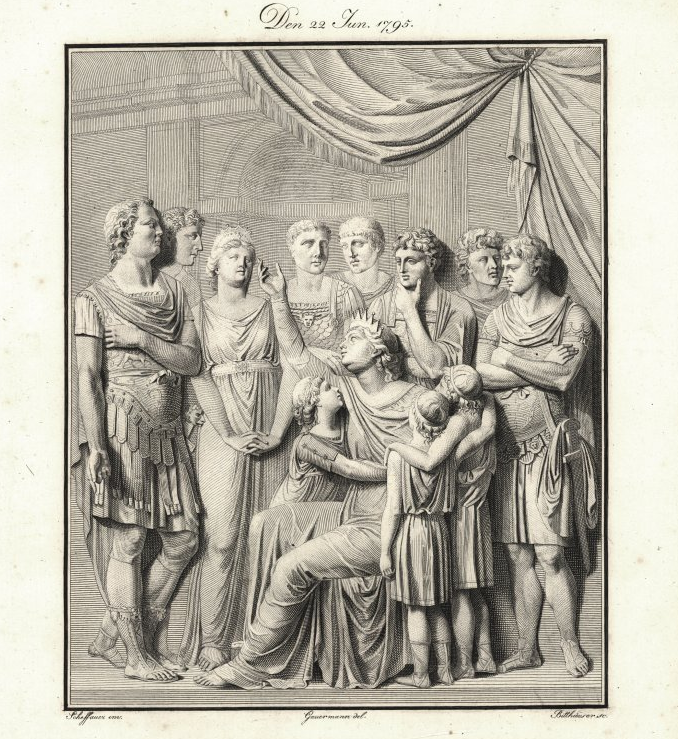
Gott erhörte Mutter und Kinder.
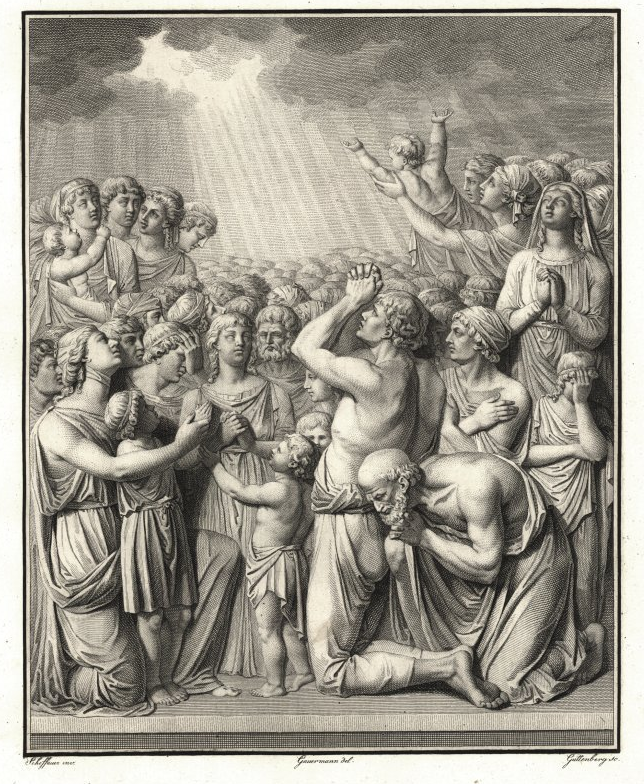
Seine treuen Wirtemberger erflehten ihn.
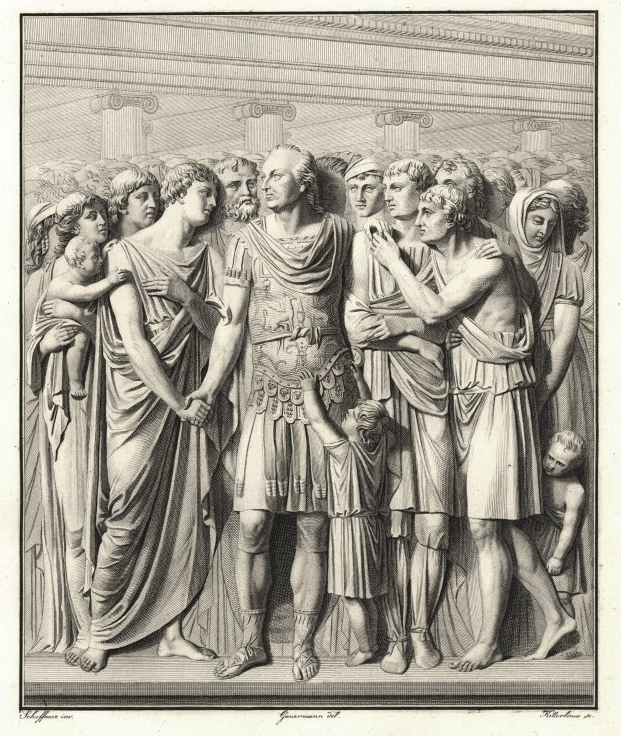
Dankbar seinem Volk.
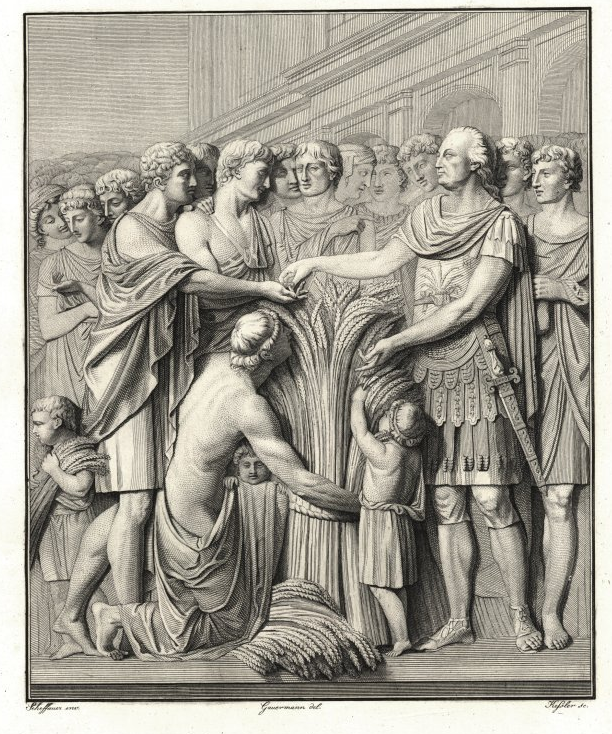
Findet er sein Glük im Wohlthun.

Diese Basreliefs sollten ursprünglich in Marmor ausgeführt werden, wurden jedoch nur aus Gips gestaltet. Sie wurden an einem quaderförmigen Stein angebracht, der auf einem über zwei Stufen liegenden Sockel ruhte. Auf dem Quader, der „5 Schuh hoch und 4 Schuh breit war, lag eine 4 Zoll hohe Platte, die mit 3 Schuh und 8 Zoll Breite nicht den ganzen Quader abdeckte, und auf dieser Platte erhob sich ein 20 Schuh hoher Obelisk“. An den vier Seiten dieses Obelisken waren die Inschriften zu den einzelnen Reliefs in goldener Schrift angebracht, außerdem trug jede Seite den Namenszug des Herzogs. Das Denkmal wurde auf einer Rasenerhöhung auf der Planie aufgestellt; eine Gesamtdarstellung des Anblicks von der Oberamtei aus wurde von Jakob Gauermann gezeichnet und geätzt.
Am 21. Juni 1796 wurde in Anwesenheit des Herzogs und der Prinzen Wilhelm und Heinrich der Grundstein gelegt. In den Boden wurden eine Kupferplatte, die den Anlass zur Errichtung des Denkmals erläuterte, eine Flasche Wein und Obst gesenkt. Hofrat Johann Gottlieb Schott (1751–1813), Professor der Geschichte an der Hohen Karlsschule und Oberbibliothekar an der öffentlichen Bibliothek, hielt eine Rede. Ein gutes Jahr später, im Dezember 1797, ließ Carl Lang im Industrie-Comptoir in Heilbronn eine Huldigungsschrift drucken, in der sowohl das Denkmal als auch seine Geschichte geschildert wurden.

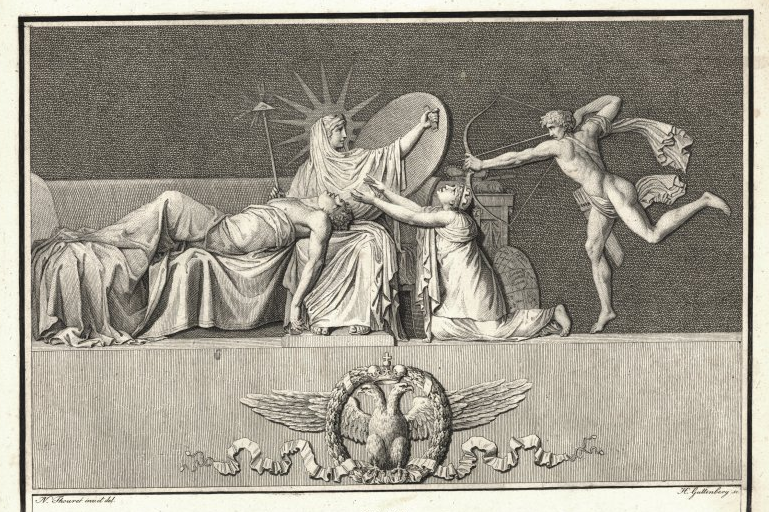
Thourets Titelbild Die Vorsehung schützet einen kranken Fürsten, gestochen von Heinrich Guttenberg

Geschmückt war diese Schrift mit einem Titelbild von Thouret, gestochen von Heinrich Guttenberg, Gauermanns Gesamtansicht des Denkmals und Illustrationen zu den einzelnen Basreliefs nach Zeichnungen Gauermanns, die von verschiedenen Kupferstechern gestochen worden waren: Bitthäuser schuf den Stich zum ersten Relief, Guttenberg den zum zweiten, Dankbar seinem Volk wurde von Christian Wilhelm Ketterlinus ausgearbeitet und der vierte Stich stammt von Keßlers Hand. Im Text war unter anderem zu lesen: „Schöner, edler, erhabener als all jene majestätischen Ruinen des stolzen Alterthums – ist das bescheidene Denkmal, das in unseren Tagen die zärtlichste Gattenliebe einer angebeteten Fürstinn voll warmen Dankgefühls für die ungeheucheltsten, lautesten Äusserungen der ehrfurchtsvollsten Unterthanenliebe – den Zeitgenossen zur Ehre, der Nachwelt zum lehrreichen Beyspiele setzen liess […] Jede kommende Generation muss es mit innigstem Entzücken betrachten, und nach Jahrhunderten noch wird jeder gefühlvolle Fremdling mit herzlichem Vergnügen den bescheidenen Obelisk besuchen […]“
Diese Vorhersage sollte sich nicht bewahrheiten. Schon Friedrich Eugens Sohn und Nachfolger, Friedrich I., ließ das Denkmal beseitigen. Es wurde zunächst 1807 auf den Schlossplatz versetzt und zehn Jahre später zerstört, als dieser Platz neu gestaltet wurde.
Ein zweites Denkmal, das aus demselben Anlass geschaffen wurde wie Scheffauers Obelisk, erwies sich als dauerhafter: In der Ludwigsburger Porzellanmanufaktur wurde 1795 ein über 20 Jahre alter Denkmalsentwurf von Adam Bauer umgearbeitet und zu einer etwa 30 Zentimeter hohen klassizistisch geschmückten Porzellansäule umgestaltet, auf der das Profil des Herzogs zu sehen war. Dieses bunte Tischmonument war mit antik drapierten Frauengestalten, die die Säule mit Girlanden schmückten, und schwebenden Genien dekoriert. Es ist erhalten geblieben und befindet sich heute im Keramikmuseum Ludwigsburg.